# قشلاخ ساله بغ
قرية قشلاخ ساله بغ (بالكردية: قشڵاخ ساڵەبەگ) هي إحدى القرى التابعة لـتموغه في ريف قسم مركزي من مقاطعة سقز، في محافظة كردستان الإيرانية.

## السكان
حسب إحصاءات سنة 2006، بلغ إجمالي السكان في قشلاخ ساله بغ 292 نسمة وعدد المساكن 59 مسكن. لغة سكان قشلاخ ساله بغ هي اللغة الكردية و هم من أهل السنة والجماعة والمذهب الشافعي.